# Descentralización administrativa en Colombia
La descentralización y regionalización administrativa en Colombia se establece en el artículo primero de la constitución política de 1991, en el cual se menciona que la nación colombiana  además de ser unitaria, es también "descentralizada, con autonomía de sus entidades territoriales". 
Lo anterior hace alusión a la posibilidad de transferir ciertas competencias desde la administración central a determinados entes territoriales.

## Sistema General de Participaciones
El Sistema General de Participaciones (SGP) es el mecanismo mediante el cual el gobierno nacional colombiano transfiere recursos públicos a las entidades territoriales (departamentos, municipios y distritos) con el fin de financiar servicios esenciales como salud, educación, agua potable y saneamiento básico. Estas transferencias están establecidas constitucionalmente y reguladas por leyes como la Ley 715 de 2001 y la Ley 1176 de 2007.
Desde una perspectiva jurídica y funcional, el SGP constituye una manifestación de la descentralización administrativa en Colombia, al permitir que los entes subnacionales ejerzan competencias públicas asignadas por la ley mediante el uso de recursos que les son transferidos desde el nivel central.
Además, el SGP también se clasifica como un instrumento de descentralización fiscal, ya que redistribuye los ingresos nacionales en función de criterios poblacionales, sociales y de capacidad fiscal. No obstante, el manejo de estos recursos está sujeto a condiciones normativas establecidas por el gobierno nacional, lo que limita la autonomía plena de las entidades territoriales.
En años recientes, diversas reformas han buscado reconfigurar el diseño del SGP, con el objetivo de fortalecer la autonomía territorial, mejorar la equidad en la distribución de los recursos y cerrar brechas entre regiones. Estas discusiones se enmarcan en el debate sobre una descentralización más asimétrica y eficaz en el contexto del ordenamiento territorial colombiano.

## Ley de competencias
La Ley de competencias en Colombia se refiere al marco normativo mediante el cual se definen las responsabilidades y funciones que deben asumir los distintos niveles de gobierno dentro del sistema territorial. Su objetivo es organizar la prestación de servicios públicos, garantizar derechos fundamentales y asignar de manera clara las funciones administrativas entre la Nación, los departamentos, distritos y municipios.
La legislación más representativa en este ámbito es la Ley 715 de 2001, que establece las competencias en sectores clave como:
- Educación.
- Salud.
- Agua potable y saneamiento básico.

Dicha ley también regula la asignación de los recursos del Sistema General de Participaciones (SGP), asegurando que los entes territoriales cuenten con los medios para cumplir con sus funciones. Esta normativa sienta las bases del modelo de descentralización administrativa, al definir qué debe hacer cada entidad territorial y cómo se articula con el nivel central.

## Categorización de entidades territoriales
La categorización de entidades territoriales es el sistema mediante el cual se clasifica a la actual primer y segundo nivel administrativo en Colombia (municipios, distritos y departamentos) según criterios como población, ingresos corrientes de libre destinación, eficiencia fiscal y administrativa. Esta clasificación permite establecer obligaciones diferenciadas y grados de autonomía administrativa acordes con las capacidades reales de cada territorio.
La categorización está regulada principalmente por la Ley 136 de 1994 y la Ley 617 de 2000, las cuales introducen categorías que van de la 1 (mayor capacidad administrativa y financiera) hasta la categoría 6 (menor capacidad). Esta herramienta busca garantizar una implementación progresiva y equitativa de las competencias públicas, reconociendo que no todos los territorios cuentan con los mismos recursos humanos, institucionales o económicos para ejercer funciones similares.
La categorización complementa la ley de competencias, al ajustar la aplicación de estas funciones según la realidad territorial, contribuyendo así al principio de descentralización diferenciada.

## Región como Entidad Territorial
La Ley 1962 de 2019 tiene por objeto dictar las normas orgánicas de las Regiones Administrativas y de Planificación (RAP), así como reglamentar su conversión en Región Entidad Territorial (RET) en desarrollo de los artículos 306 y 307 de la Constitución política de Colombia. De acuerdo al artículo 307 de la constitución colombiana de 1991, una vez que una Región Administrativa de Planificación haya alcanzado sus objetivos y haber funcionado durante cinco años, se crearía una segunda instancia, con previo concepto de la Comisión de Ordenamiento Territorial, establecerá las condiciones para solicitar la conversión de la Región como Entidad Territorial, en este caso la decisión tomada por el Congreso se someterá en cada caso a referendo de los ciudadanos de los departamentos interesados.
El Departamento Nacional de Planeación efectuará el acompañamiento y asesoría a la conformación y funcionamiento de las RET. La Ley 1962 de 2019 tiene por objeto dictar las normas orgánicas de las Regiones como Entidad Territorial (RET) así como reglamentar su funcionamiento y regular las relaciones entre estas y las otras entidades territoriales existentes, de igual manera, la conversión de una Región Administrativa y de Planificación a RET en desarrollo del artículo 307 de la Constitución Política de Colombia.
Los hechos regionales son declarados por la respectiva Junta Regional de las RET.

## Régimen especial

### Distrito capital
Los artículos 322, 325, 326 y 327 de la constitución política de 1991 establecen un régimen político, fiscal y administrativo separado para el distrito capital de Bogotá. El distrito capital es un ente territorial que recibe giros directamente de la Nación y por tal motivo tiene las mismas atribuciones que un departamento.  
Administrativamente lo gobierna un alcalde mayor que cumple el mismo papel que un gobernador departamental. Dentro de la constitución política de 1991 el distrito capital junto con los 32 departamentos, conforman un total de 33 unidades administrativas diferentes e independientes entre sí.